# Dominik Maschek
Dominik Maschek, MA (Oxon.), FSA, FHEA (* 1981 in Wien) ist ein österreichischer Klassischer Archäologe und Autor. Derzeit ist Dominik Maschek als Universitätsprofessor für Römische Archäologie an der Universität Trier sowie als Kompetenzbereichsleiter für Römische Archäologie und Stellvertreter der Generaldirektorin am Leibniz-Zentrum für Archäologie in Mainz tätig. Seine Forschungsschwerpunkte liegen auf römischer Kunst und Architektur, insbesondere auf spätrepublikanischer Bauornamentik, Bauökonomie und Reliefkunst, sowie auf römischer Landschafts- und Schlachtfeldarchäologie.

## Schulbildung und Studium
Dominik Maschek wurde 1981 in Wien geboren, wo er 1999 die Matura mit Auszeichnung am Gymnasium Wien XIII Wenzgasse ablegte. In der Folge nahm Dominik Maschek das Studium der Klassischen Archäologie, Alten Geschichte, Antiken Numismatik sowie Vor- und Frühgeschichte an der Universität Wien auf, welches er 2006 mit Auszeichnung abschloss. Bereits die von Andreas Schmidt-Colinet betreute Magisterarbeit widmete sich unter dem Titel “Neoattizismus. Ein Beitrag zur Begriffsgeschichte hellenistisch-römischer Rankenornamentik” der spätrepublikanischen Reliefkunst und Bauornamentik. Diesem Themenfeld blieb Dominik Maschek auch während der anschließenden Promotion an der Universität Wien treu, welche sich unter Betreuung von Friedrich Krinzinger und Klaus Stefan Freyberger dem Aufkommen und der Verbreitung dorischer Friese im spätrepublikanischen Mittelitalien widmete. Nach einem einjährigen Romaufenthalt als Stipendiat der Österreichischen Akademie der Wissenschaften am Istituto Storico Austriaco wurde Dominik Maschek im Dezember 2010 mit summa cum laude promoviert. Während seines Studiums partizipierte Dominik Maschek an Grabungen und Surveys in Carnuntum, Palmyra und Plataiai, wobei er die Carnuntiner Grabungen am Peristylhaus/Insula VI und der römischen Stadtmauer von 2005 bis 2014 leitete.

## Akademische Laufbahn
Im Anschluss an die Promotion lehrte Dominik Maschek zunächst als Wissenschaftlicher Mitarbeiter am Fachgebiet Klassische Archäologie der TU Darmstadt. Im Jahr 2015 wechselte er als Lecturer in Classical Archaeology an die University of Birmingham, von wo aus er sich 2017 mit einer Arbeit zu den römischen Bürgerkriegen der späten Republik an der TU Darmstadt habilitierte. Hierauf folgte 2018 der Ruf an die University of Oxford, wo er bis 2022 als Associate Professor of Roman Archaeology and Art und Governing Body Fellow des Wolfson College forschte und lehrte. Im Sommer 2022 schließlich verließ Dominik Maschek Großbritannien, um fortan als Kompetenzbereichsleiter für Römische Archäologie am Leibniz-Zentrum für Archäologie in Mainz (LEIZA, ehemals Römisch-Germanisches Zentralmuseum) sowie als Universitätsprofessor für Römische Archäologie an der Universität Trier tätig zu sein.
Dominik Maschek war ferner 2019 als Fellow an der Berlin Graduate School of Ancient Studies (BerGSAS) der FU Berlin zu Gast und ist seit 2021 Fellow der Society of Antiquaries of London sowie seit Dezember 2024 Korrespondierendes Mitglied des Deutschen Archäologischen Instituts. Zusammen mit Johannes Lipps gibt er seit 2020 die Reihe Material Appropriation Processes in Antiquity (MAPA) heraus und organisiert die Mainzer Vorträge zur Römischen Archäologie am LEIZA. Seit Mai 2024 bekleidet Dominik Maschek zudem das Amt des ersten Vorsitzenden der Mommsen-Gesellschaft.

## Feldforschungen
Seit seinem grundständigen Studium gräbt Dominik Maschek in Carnuntum, der Hauptstadt der römischen Provinz Pannonia superior, wo er seit 2005 Grabungen unter Beteiligung von Studierenden der Universitäten Wien, Birmingham und Oxford leitet, welche mit Unterbrechungen bis heute andauern. Seit 2019 erforscht Dominik Maschek zudem mit finanzieller Unterstützung durch die British Academy, die University of Oxford und die Gerda Henkel-Stiftung das spätrepublikanische Schlachtfeld im Umfeld der latinischen Koloniestadt Fregellae, welche 125 v. Chr. nach einer Revolte gegen Rom von einem römischen Heer belagert und vernichtet wurde. Auf Surveyarbeiten und geophysikalische Prospektionen folgen seit 2021 mehrere Grabungskampagnen.

## Leben
Dominik Maschek ist mit der deutschen Klassischen Archäologin Ute Günkel-Maschek verheiratet und lebt mit seinen zwei Kindern bei Mainz. Er ist ein bekennender Fan des Fußballvereins SK Rapid Wien.

## Schriften

### Monographien
- Rationes decoris. Aufkommen und Verbreitung dorischer Friese in der mittelitalischen Architektur des 2. und 1. Jahrhunderts v. Chr. Phoibos-Verlag, Wien 2012, ISBN 978-3-85161-083-3 (Dissertation).
- mit C. M. Behling und E. Vlcek: Römische Malerei aus Carnuntum. Alt- und Neufunde ausgewählter Komplexe der Zivilstadt (= Archäologischer Park Carnuntum. Neue Forschungen 6). Archäologischer Park Carnuntum Bad Vöslau 2016, ISBN 978-3-85460-300-9.
- Die römischen Bürgerkriege. Archäologie und Geschichte einer Krisenzeit. Verlag Philipp von Zabern, Darmstadt 2018, ISBN 978-3-8053-4913-0 (Habilitationsschrift; englische Übersetzung 2025).[9]

### Herausgeberschaften (in Auswahl)
- mit J. Lipps (Hrsg.): Antike Bauornamentik. Möglichkeiten und Grenzen ihrer Erforschung, Akten des Kolloquiums München, 13.–15.10.2011 (= Studien zur antiken Stadt. Band 12). Reichert-Verlag, Wiesbaden 2014, ISBN 978-3-89500-997-6.
- mit M. Bolder-Boos (Hrsg.): Orte der Forschung, Orte des Glaubens. Neue Perspektiven für antike Heiligtümer in Italien von der Archaik bis zur Späten Republik. Akten der internationalen Tagung in Darmstadt am 19. und 20. Juli 2013. Verlag Dr. Rudolf Habelt, Bonn 2016, ISBN 978-3-7749-3979-0.
- mit M. Trümper (Hrsg.): Architecture and the Ancient Economy. Proceedings of a Conference Held at Berlin, 26–28 September 2019. Edizioni Quasar, Rom 2022, ISBN 9788854912922.
- mit S. Barker, C. Courault und J. Á. Domingo (Hrsg.): From Concept to Monument: Time and Costs of Construction in the Ancient World. Papers in Honour of Janet DeLaine. Archaeopress, Oxford 2023, ISBN 978-1-78969-422-2.
- mit F. Diosono (Hrsg.): Living in a World of Change: New Perspectives on Cultural Exchange and Transfer in the Hellenistic Mediterranean, MAPA 2. Reichert Verlag, Wiesbaden 2025, ISBN 978-3-7520-0785-5.

### Peer-reviewed Fachzeitschriftenartikel (in Auswahl)
- „Not census but deductio. Reconsidering the ‘Ara of Domitius Ahenobarbus‘“, Journal of Roman Studies 108, 2018, 27–52.
- „Die ‚Nicchioni’ von Todi. Ein Monument der legio XXXXI nach der Schlacht von Naulochus“, Mitteilungen des Deutschen Archäologischen Instituts, Römische Abteilung 119, 2013, 139–168.
- „Augustus und die Pracht der Blüten. Überlegungen zu den Rankenplatten aus den Horti Sallustiani in Rom“, Römische Historische Mitteilungen 52, 2010, 79–119.
- „Neue Überlegungen zur Produktionsdynamik und kulturhistorischen Bedeutung mittelitalischer Rankenornamentik des ersten Jahrhunderts vor Christus“, Mitteilungen des Deutschen Archäologischen Instituts, Römische Abteilung 114, 2008, 99–176.
- „Figur und Ornament. Das Tänzerinnenmonument von der Via Prenestina und die Produktion von Architekturdekor im römischen Suburbium des 1. Jhs. v. Chr.“, Jahreshefte des Österreichischen Archäologischen Instituts 77, 2008, 185–217.
- „Zum Phänomen der Bildnisangleichung im traianischen Männerporträt“, Jahreshefte des Österreichischen Archäologischen Instituts 73, 2004, 171–188.

### Sammelbandbeiträge (in Auswahl)
- „The Groundswell of Civil War: Material Culture and Changing Worldviews in the Last Three Generations of the Roman Republic“, in: H. Börm, U. Gotter und W. Havener (Hrsg.), A Culture of Civil War? Bellum civile and political communication in Late Republican Rome (= Heidelberger Althistorische Beiträge und Epigraphische Studien. Band 65). Franz Steiner Verlag, Stuttgart 2023, ISBN 978-3-515-13404-0, 277–300.
- „'Two of My Shops Have Collapsed…': Real Estate and Predatory Urban Practices in Late Republican Central Italy“, in: M. García Morcillo und C. Rosillo-López (Hrsg.), The Real Estate Market in the Roman World. Routledge, Abingdon 2023, ISBN 978-1-03-203533-8, 191–228.
- „The Meaning of Building Materials in Late Republican Architecture: Moving from Semantics to Pragmatics“, in: A. Haug, A. Hielscher und M. T. Lauritsen (Hrsg.), Materiality in Roman Art and Architecture: Aesthetics, Semantics and Function. De Gruyter, Berlin & Boston 2022, ISBN 978-3-11-076473-4, 151–162.
- „Waves of Fortune, Waves of Fate: Sextus Pompeius and the Importance of Marine Symbolism in Rome’s Civil Wars“, in: L. Kersten und C. Wendt (Hrsg.), Rector maris: Sextus Pompeius und das Meer (= Antiquitas: Abhandlungen zur Alten Geschichte. Band 74). Verlag Dr. Rudolf Habelt, Bonn 2020, ISBN 978-3-7749-4252-3, 91–117.
- „Consumption, Construction, and Conflagration: The Archaeology of Socio-political Change in the Triumviral Period“, in: F. Pina Polo (Hrsg.), The Triumviral Period: Civil War, Political Crisis and Socioeconomic Transformations (= Libera Res Publica. Band 3). Prensas de la Universidad Zaragoza, Zaragoza 2020, ISBN 978-8-4134-0096-9, 323–347.
- „Großbaustellen in Zeiten der Krise. Neue Überlegungen zu spätrepublikanischen Heiligtümern in Mittelitalien“, in: K. Rheidt und W. Lorenz (Hrsg.), Groß Bauen. Historische Großbaustellen als kulturgeschichtliches Phänomen. Birkhäuser, Basel 2018, ISBN 978-3-0356-1157-1, S. 168–180.
- „Der Tempel neue Kleider? Rezeptionsästhetische und semantische Aspekte von Bauornamentik im spätrepublikanischen Mittelitalien“, in: J. Lipps und D. Maschek (Hrsg.), Antike Bauornamentik. Möglichkeiten und Grenzen ihrer Erforschung, Akten des Kolloquiums München, 13.10.2011 bis 15.10.2011 (= Studien zur antiken Stadt. Band 12). Reichert-Verlag, Wiesbaden 2014, ISBN 978-3-89500-997-6, 181–202.